# Катаржино
Вижте пояснителната страница за други значения на Знаменка.
Катаржино (на украински: Знам'янка) е село в Березивски район на Одеска област, Украйна.
Разположено е на 73 км северно от град Одеса. Има население от 4134 души, украинци и българи по етнически състав.
Основано е през 1804 г. от преселници от България, преселници от Созопол и села от Бургаска област, общо 177 семейства.

## Исторически названия
- Катаржино (1806 – 1929)
- Сталино (в чест на Сталин) – от 1929 до 1965 г.
- Червонознаменка (1965 – 2016)
- Знаменка – от 2016 до наши дни.

## Известни личности
Родени в Катаржино
- Иван Мавроди (1911 – 1981), писател

## Международно сътрудничество
- село Дражево, България